# Schwartziella corrugata
Schwartziella corrugata is een slakkensoort uit de familie van de Rissoidae. De wetenschappelijke naam van de soort is voor het eerst geldig gepubliceerd in 2000 door Rolán & Luque.